# James Morosini
James Charles Morosini (Tampa, 5 luglio 1990) è un attore e regista statunitense.

## Biografia
James Morosini è nato a Tampa, Florida, dalla relazione tra Deborah Morosini e l'insegnante di sci di origine argentina Claudio Lichtenthal. Discendente della famiglia Morosini, sua zia materna è Dana Reeve. Ha conseguito il Bachelor of Arts nel 2009 alla USC School of Cinematic Arts, per poi intraprendere la carriera di attore.
Nel 2022 Morosini ha scritto, diretto e interpretato il film I Love My Dad, basato su una sua esperienza personale. Ha inoltre recitato in It's What's Inside, presentato al Sundance Film Festival del 2024. A luglio 2024 Morosini ha annunciato di star lavorando all'horror psicologico Mommy's Home per Lionsgate Films.

## Filmografia

### Attore

#### Cinema
- Allegiance: The Legend of Isaac Jones, regia di Ted Garland e Katie Valovcin - cortometraggio (2009)
- It Was Like That, regia di Morgan Dameron - cortometraggio (2011)
- Sweet Child of Mine, regia di Tarik Jackson - cortometraggio (2011)
- Adventure, Wisconsin, regia di Aneesh Chaganty - cortometraggio (2012)
- The Hands You Shake, regia di Kent Lamm (2013)
- Virtual Morality, regia di Ilan Benjamin - cortometraggio (2014)
- Big Cheat, regia di Rachel ColeNick e Weiss-Richmond - cortometraggio (2014)
- Split, regia di Joe Lam - cortometraggio (2014)
- Textbook Adulthood, regia di Nick Wiger - cortometraggio (2015)
- Figaro, regia di Bret Easton Ellis - cortometraggio (2016)
- Let's Build a Ramp, regia di Sara Newton - cortometraggio (2016)
- Game Night, regia di James Morosini - cortometraggio (2016)
- Old MacDonald, regia di Sam Milman e Peter Vass - cortometraggio (2017)
- Threesomething, regia di James Morosini (2018)
- More, regia di James Morosini - cortometraggio (2018)
- Blush, regia di James Morosini - cortometraggio (2019)
- I Love My Dad, regia di James Morosini (2022)
- It's What's Inside, regia di Greg Jardin (2024)
- How Was Your Weekend?, regia di Cam Banfield - cortometraggio (2025)

#### Televisione
- Hart of Dixie - serie TV, episodio 2x18 (2013)
- Sex Sent Me to the ER - serie TV, episodio 1x11 (2014)
- Criminal Minds - serie TV, episodio 11x08 (2015)
- NAMCAR Night Race - serie TV, episodio 1x01 (2016)
- Single Minded - serie TV, 3 episodi (2016)
- Typical Rick - serie TV, episodio 1x02 (2016)
- Crazy Ex-Girlfriend - serie TV, episodio 2x05 (2016)
- The Great Indoors - serie TV, episodio 1x05 (2016)
- American Horror Story - serie TV, 3 episodi (2016-2017)
- Loosely Exactly Nicole - serie TV, 5 episodi (2016-2018)
- Son of Zorn - serie TV, episodio 1x13 (2017)
- Feud - serie TV, episodio 1x06 (2017)
- Kat - serie TV, 10 episodi (2017)
- Lethal Weapon - serie TV, episodio 2x20 (2018)
- Daddy Issues, regia di Amara Cash - film TV (2018)
- Foursome - serie TV, 10 episodi (2018)
- The Sex Lives of College Girls - serie TV, 6 episodi (2021)

### Regista
- Game Night - cortometraggio (2016)
- Threesomething (2018)
- I Love My Dad (2022)
- It's What's Inside (2024)
- Mommy's Home (2024)

## Doppiatori italiani
Nelle versioni in italiano delle opere in cui ha recitato, James Morosini è stato doppiato da:
- Alberto Franco in It's What's Inside